# CXCL12
趋化因子CXCL12 又称基质细胞衍生因子－1(SDF-1)是小分子的细胞因子，属于趋化因子蛋白家族。它有两种形式，SDF-1α/CXCL12a和SDF-1β/CXCL12b。趋化因子有四个保守的半胱氨酸残基形成两对双硫键以构成趋化因子的特殊结构。第一第二半胱氨酸残基之间隔着一个介入氨基酸残基。
趋化因子CXCL12对淋巴细胞有强烈的趋化作用并在发育中起重要作用。在胚胎發育中CXCL12引导造血干细胞从胎儿肝脏到骨髓的迁徙。CXCL12基因敲除的小鼠往往在胎中或出生后1小时内死亡。SDF-1α/CXCL12a还可以影响神经元的电生理。CXCL12可以在许多组织（包括脑，胸腺，心，肺，肝，肾，骨髓，脾脏）中表达。
趋化因子CXCL12的受体是CXCR4。但是，最近有人认为CXCL12还可以与CXCR7受体结合。